# Edmund (Letopisy Narnie)
Edmund Pevensie je postava z knižní série Letopisy Narnie. Poprvé se objevuje v chronologicky druhém díle Lev, čarodějnice a skříň a pak dalších čtyřech (Kůň a jeho chlapec, Princ Kaspian, Plavba Jitřního poutníka a Poslední bitva). Také se objevuje ve všech filmech (Letopisy Narnie: Lev, čarodějnice a skříň, Letopisy Narnie: Princ Kaspian a Letopisy Narnie: Plavba Jitřního poutníka). 
Je druhý nejmladší ze čtyř sourozenců, kteří objeví tajemnou zemi Narnii a prožijí tam dobrodružství s laskavým mluvícím lvem Aslanem. Má sestry Zuzanu a Lucinku a staršího bratra Petra.
Zpočátku je škodolibý a zlomyslný, poté své sourozence zradí Bílé čarodějnici. Aby za to nemusel být potrestán smrtí, nechá se za něho zabít sám Aslan, což je alegorie pro Ježíšovu zástupnou oběť. Během vlády na Cair Paravel je nazván "Edmund Spravedlivý".
Zemře při srážce vlaků a poté je přenesen do Nové Narnie
Ve filmovém zpracování ho hraje Skandar Keynes

## V knihách

### Lev, čarodějnice a skříň
V této knize se nejprve dostane do Narnie Lucinka samotná; když projde skříní podruhé, nevšimne si, že za ní prošel i Edmund. Ten se setká s Bílou čarodějnicí Jadis a souhlasí s jejím návrhem, aby do jejího hradu přivedl své sourozence a stal se jejich králem. 
Aby Lucince ublížil, Edmund po návratu do Anglie lže, že si na to s Lucinkou jen hráli. Potom jsou však do Narnie přeneseni všichni čtyři. Edmud se však od ostatních nenápadně oddělí a jde do hradu čarodějnice. Ta s ním však zachází krutě. Edmund jí prozradí, že ostatní najde v domku mluvících bobrů. 
Čarodějnice se vydá Edmundovy sourozence zabít, její tlupa je však přepadena armádou laskavého lva Aslana, pravého vládce Narnie. Edmund je vysvobozen, Aslan mu odpustí a řekne jeho sourozencům, že není třeba mu jeho chybu dále připomínat.
Poté Jadis podle prastarých zákonů Narnie požaduje Edmundovu popravu - jinak by celá Narnie byla zničena ohněm a vodou. Aslan se s ní dohodne, že se nechá zabít místo Edmunda. Jadis a její stvůry jej sváží, oholí, zahrnou posměšky a pak zabijí. Zatímco však Lucinka a Zuzana pláčou nad jeho mrtvolou, Aslan vstane z mrtvých, protože podle ještě starší narnijské magie smrt nemá vládu nad tím, kdo se dobrovolně obětuje za jiného.
Mezitím Petr s Edmundem vedou Aslanovu armádu v bitvě proti hordám čarodějnice Jadis. Edmund jí dokáže zničit kouzelnou hůlku, kterou proměňovala své nepřátele v sochy; přitom je však těžce raněn. Aslan včas přivede posily a bitva skončí vítězstvím.
Edmund i jeho sourozenci jsou korunováni za krále a královny Narnie, stráví v ní mnoho let a dospějí tam. Potom jsou přeneseni zpět do Anglie, kde jsou zase dětmi.